# Белое море
Бе́лое мо́ре (карел. Vienanmeri, Valgiemeri, нен. Сэрако ямʼ, до XVII века Студёное, Соловецкое, Северное, Спокойное, Белый залив) — внутреннее море на севере европейской части России, относится к Северному Ледовитому океану. Белое море целиком относится к внутренним водам России.
В скандинавской мифологии Белое море известно под названием «Гандвик»; также известно как «Залив змей» из-за изогнутой береговой линии.

## Этимология
Упоминается в ряде исторических источников, таких как «Повесть временных лет», уставе князя Святослава Ольговича от 1137 года и берестяных грамотах XIII—XV веков, где фигурирует под названием «Море». Однако существуют и альтернативные названия: Слове о погибели Русской земли, сохранившемся в списках XV—XVI веков, Белое море в XIII веке носит название «Дышючее море». Встречался также вариант «Море-Окиян», а в Столбовском мирном договоре (1617) оно называется «Северское море». Встречаются вариации Море-акианъ и Студёное море.
Впервые название «Белое море» встречается на карте 1459 года итальянского картографа Фра Мауро (итал. El mar Bianco), хотя имя нанесено рядом с водоёмом, которое ассоциируется с Белым озером. В русских источниках название «Белое море» впервые появляется в 1582 году, это же название с конца XVI века Белое море носит в иностранной картографии. В «Книге Большому чертежу» 1627 года море называется «Великое Море Белое». Белое море могло получить своё название по белесоватому цвету воды или из-за туманов; либо же это калька с более раннего, дорусского названия.
Название Белого моря в русском языке может иметь карельские корни, ср. карел. Valgiemeri, где valgie — «белый» и meri — «море». Впервые море названо «Белым» на карте Петра Планция 1592 года (ср. Mare Album), однако карелы называли море «Белым» уже по крайней мере в середине XVI века. Об этом свидетельствует детальное описание маршрута из Приладожья к Белому морю карела Ноусиа в 1556 году. В шведском источнике, где изложено описание, Ноусиа называет море именно «Белым»: по-шведски — Hvitehaffvedh (букв. Белое море), хотя сами шведы именуют его в этом источнике Westersjön.
В русских документах этого времени, а также позднее оно фиксируется в формах Море, Море Акиян, Северное море, Соловецкое море и Студёное море, и только в XVII веке за морем начинает закрепляться наименование Белое, что, видимо, свидетельствует о том, что современное русское название может являться калькой карельского названия. Голландец Симон ван Салинген в 1570 году называет открытую часть Белого моря к югу от Терского берега до Соловецкого архипелага «Карельским морем». Саамы также именуют сейчас море «Белым» (саам. Vilgesmearra), однако неясно, бытовало ли это название в среде саамского населения в XVI в. и ранее. В связи с этим нельзя исключить, что карелы могли усвоить название от саамов, но это остаётся лишь предположением, пока не имеющим документальных подтверждений.
Ричард Джемс в своём русско-английском словаре XVII века предполагал, что Белое море получило своё название по белуге (belluga; имеется в виду белуха — морское млекопитающее).

## Физико-географическое положение

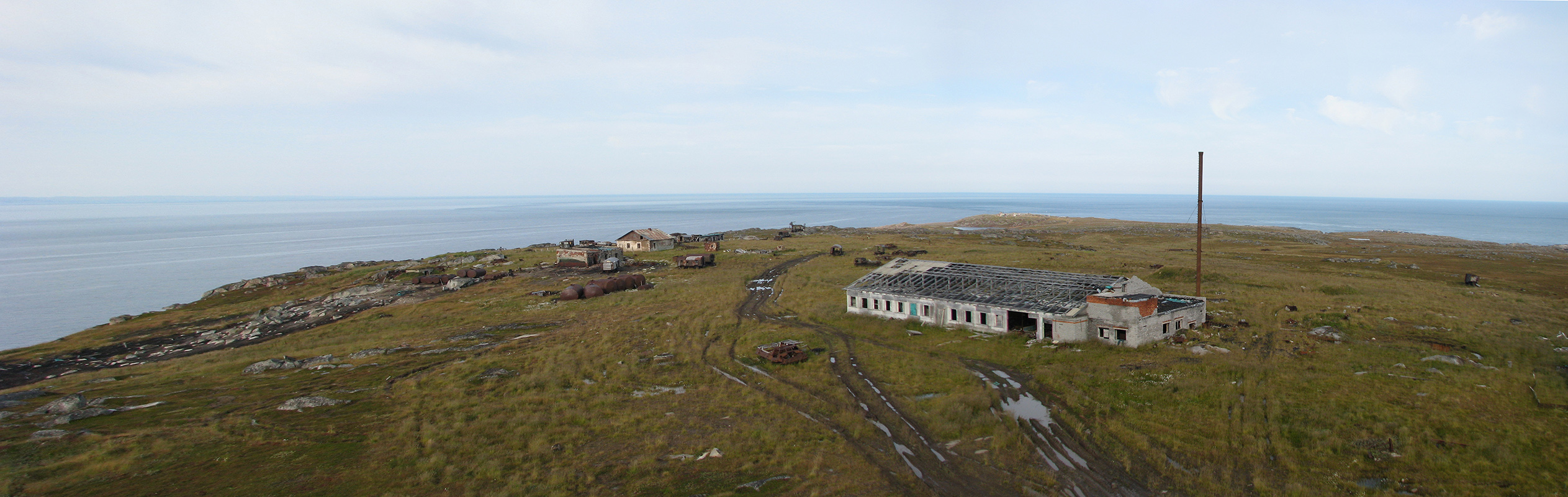
Граница Белого и Баренцева морей — мыс Святой Нос на Кольском полуострове

Среди морей, омывающих Россию, Белое море — одно из самых маленьких (меньше — только Азовское море). Площадь его поверхности 90 тыс. км² (включая многочисленные мелкие острова, среди которых наиболее известны Соловецкие острова, — 347 км²), то есть 1⁄16 часть площади Баренцева моря, объём всего 4400 км³. Наибольшая протяжённость Белого моря от мыса Канин Нос до Кеми составляет 600 км.
Наибольшая глубина моря 343 метра, средняя — 67 метров.
Границей между Белым и Баренцевым морями считается линия, проведённая от мыса Святой Нос (Кольский полуостров) до мыса Канин Нос (полуостров Канин).
В Белое море впадают крупные реки Кемь, Мезень, Онега, Поной, Северная Двина и множество мелких рек.
Основные порты: Архангельск, Беломорск, Кандалакша, Кемь, Мезень, Онега, Северодвинск.
Беломорско-Балтийский канал соединяет Белое море с Балтийским и с Волго-Балтийским водным путём.
Белое море целиком является внутренними водами России.
Акватория Белого моря делится на несколько частей: Бассейн, Горло (пролив, соединяющий Белое море с Баренцевым; Горло Белого моря поморами называется «Гирло», это слово в именно такой огласовке приводит в своём рассказе «Запечатлённая слава» Б. В. Шергин), Воронка, Онежская губа, Двинская губа, Мезенская губа, Кандалакшский залив. Берега Белого моря имеют собственные названия и традиционно разделяются (в порядке перечисления против часовой стрелки от побережья Кольского полуострова) на Терский, Кандалакшский, Карельский, Поморский, Онежский, Летний, Зимний, Мезенский и Канинский; иногда Мезенский берег разделяют на Абрамовский и Конушинский берега, а часть Онежского берега называют Лямицким берегом.
Берега моря (Онежский и Кандалакшский заливы) изрезаны многочисленными губами и бухтами. Западные берега обрывистые, восточные — низменные. Всё побережье Белого моря относится к сухопутным территориям Арктической зоны Российской Федерации.

## Рельеф дна моря

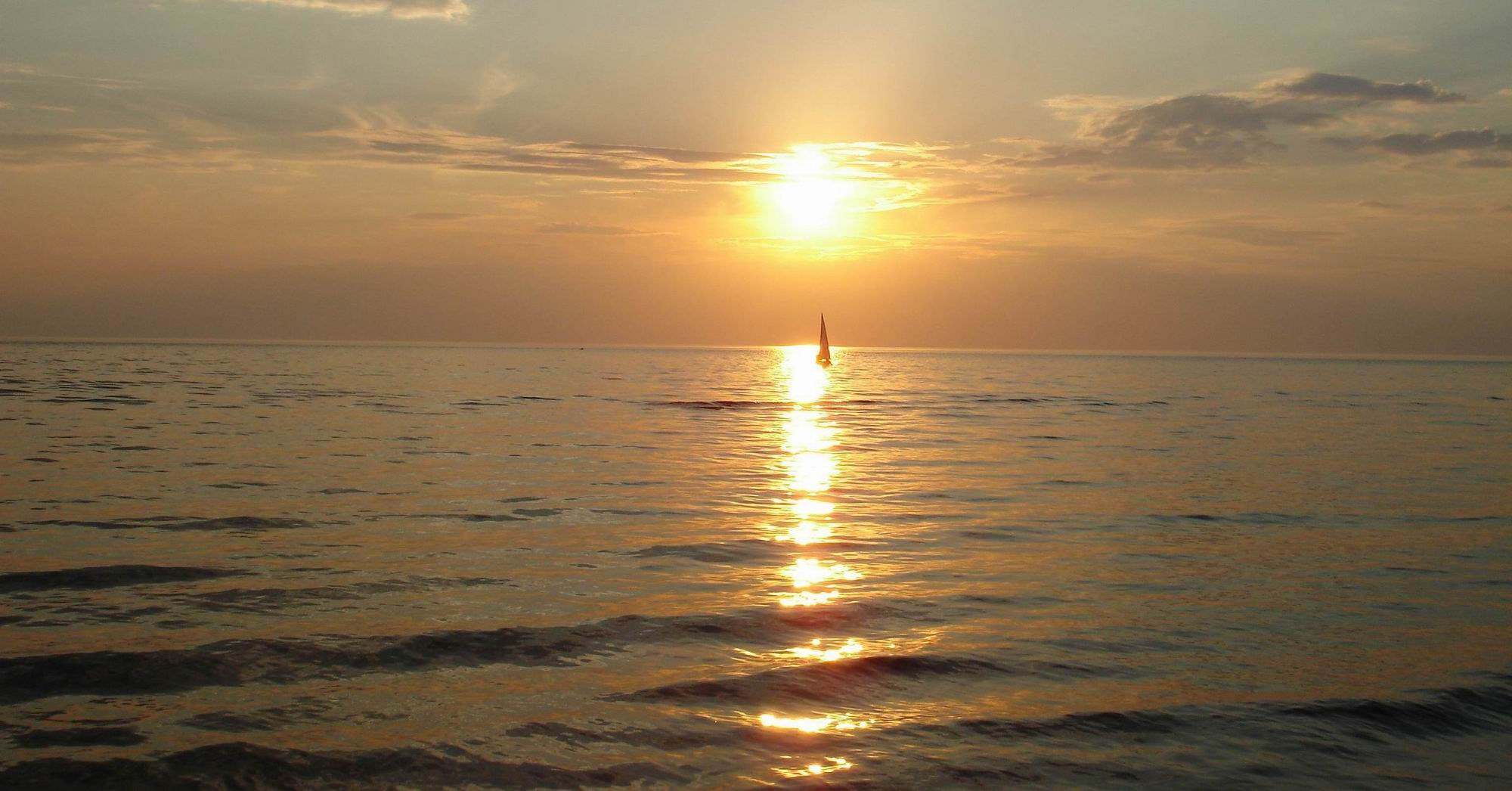
Белая ночь над Белым морем (акватория Северодвинска)

Большая отмель в северной части моря с глубинами до 50 метров в Двинском и Онежском заливах переходит в склон, а потом во впадину в центральной части моря с глубинами 100—200 метров и максимальной глубиной 340 метров (66°28′ с. ш. 34°09′ в. д.).
Центральная часть моря — замкнутая котловина, отделяемая от Баренцева моря порогом с малыми глубинами, препятствующими обмену глубинными водами.
Донные осадки на мелководье и в Горле состоят из гравия, гальки, песка, иногда — ракушечника. Дно в центре моря покрыто мелкозернистым глинистым илом коричневого цвета.
На дне моря геологами обнаружены железомарганцевые конкреции.

## Гидрологический режим

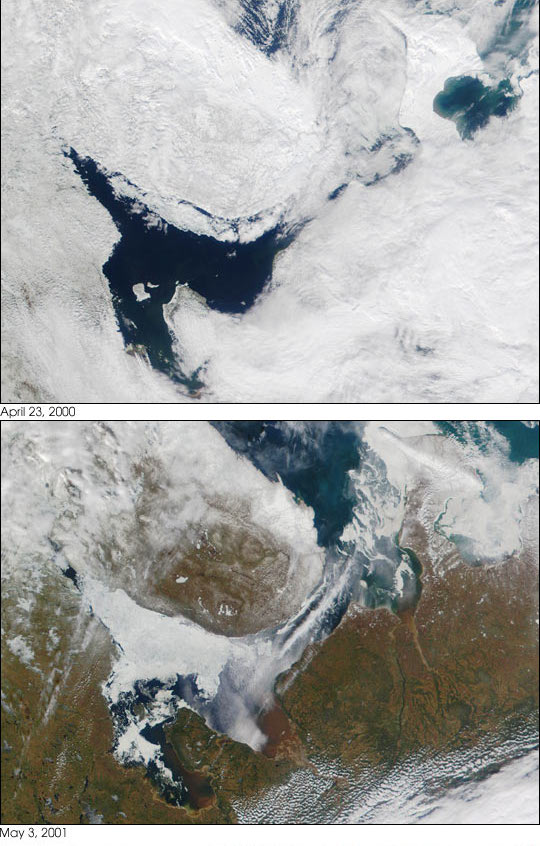
Виды со спутника в апреле и мае

На гидрологический режим моря влияют климатические условия, водообмен с Баренцевым морем, приливные явления, речной сток и рельеф дна.
Приливная волна из Баренцева моря имеет полусуточный характер. Средняя высота сизигийных приливов колеблется от 0,6 (Зимняя Золотица) до 3 метров, в некоторых узких заливах достигает 7 метров (7,7 метра в Мезенской губе, устье реки Сёмжа). Приливная волна проникает вверх по течению впадающих в море рек (на Северной Двине на расстояние до 120 километров).
Несмотря на небольшую площадь поверхности моря, на нём развита штормовая деятельность, особенно осенью, когда во время штормов высота волн достигает 5 метров.
Сгонно-нагонные явления в холодное время года достигают на море величины 75—90 сантиметров.
Ежегодно на 6—7 месяцев море покрывается льдом. У берега и в заливах образуется припай, центральная часть моря обычно покрыта плавучими льдами, достигающими толщины 35—40 сантиметров, а в суровые зимы — до полутора метров.

## Температурный режим и солёность
Температура поверхностного слоя воды моря сильно меняется в зависимости от сезона в разных частях моря. В летний период поверхностные воды заливов и центральной части моря прогреваются до 15—17 °C, в то же время в Онежском заливе и Горле — не выше 9 °C. Зимой температура поверхностных вод понижается до −1,3…-1,7 °C в центре и на севере моря, в заливах — до −0,5…-0,7 °C.
| Горизонт м | Январь | Февраль | Март | Апрель | Май | Июнь | Июль | Август | Сентябрь | Октябрь | Ноябрь | Декабрь |
| 0          | -0,3   | -0,3    | -0,3 | -0,2   | 3,1 | 9,0  | 13,4 | 13,8   | 8,9      | 4,7     | 2,5    | 0,2     |
| 10         | -0,8   | -1,2    | -1,2 | -0,7   | 1,9 | 6,0  | 11,1 | 12,6   | 8,2      | 5,0     | 2,9    | 1,2     |
| 20         | -0,4   | -0,8    | -0,9 | -0,7   | 0,9 | 3,4  | 4,8  | 7,8    | 5,3      | 4,7     | 3,0    | 1,6     |
| 30         | -0,2   | -0,6    | -0,7 | -0,6   | 0,5 | 1,8  | 2,1  | 3,4    | 3,8      | 3,9     | 3,0    | 1,7     |
| 50         | 0,2    | -0,1    | -0,6 | -0,6   | 1,7 | 0,5  | 0,5  | 1,6    | 2,0      | 2,7     | 2,7    | 1,9     |

| Показатель              | Янв. | Фев. | Март | Апр. | Май  | Июнь | Июль | Авг. | Сен. | Окт. | Нояб. | Дек. | Год  |
| ----------------------- | ---- | ---- | ---- | ---- | ---- | ---- | ---- | ---- | ---- | ---- | ----- | ---- | ---- |
| Абсолютный максимум, °C | −0,6 | −0,8 | 0,6  | 8,6  | 18,0 | 25,0 | 26,3 | 25,2 | 18,2 | 11,6 | 3,4   | 1,0  | 26,3 |
| Средняя температура, °C | −1,2 | −1,2 | −1   | −0,5 | 6,4  | 14,5 | 18,1 | 16,1 | 10,4 | 3,8  | −0,2  | −1,1 | 5,3  |
| Абсолютный минимум, °C  | −1,8 | −1,9 | −1,6 | −1,5 | −0,9 | 2,2  | 9,7  | 8,7  | 3,6  | −1,8 | −1,4  | −1,6 | −1,9 |

Глубинные водные слои (ниже глубины 50 метров) имеют постоянную температуру вне зависимости от сезона года от −1,0 °C до +1,5 °C, в то же время в Горле из-за интенсивного приливного турбулентного перемешивания вертикальное распределение температуры однородно.
Солёность морской воды связана с гидрологическим режимом. Большой приток речных вод и незначительный обмен с Баренцевым морем привели к сравнительно низкой солёности поверхностных вод моря (26 промилле и ниже). Солёность глубинных вод значительно выше — до 31 промилле. Опреснённые поверхностные воды продвигаются вдоль восточных берегов моря и поступают через Горло в Баренцево море, откуда вдоль западных берегов в Белое море поступают более солёные воды. В центре моря наблюдается кольцеобразное течение против часовой стрелки.

## Ветра

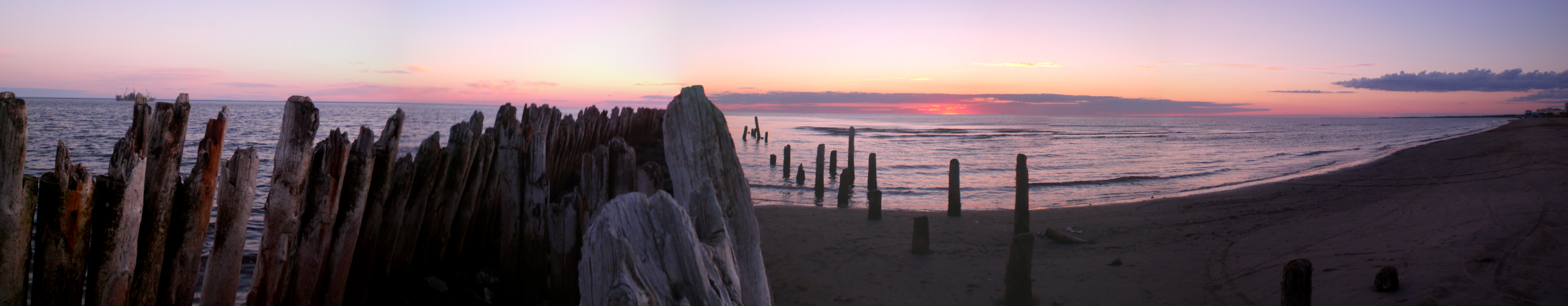
Вид на море с острова Ягры

Беломорские ветра имеют собственные названия:
- сиверко, север — северный ветер;
- полночь, моряна — северо-восточный;
- обедник — юго-восточный;
- полуден, летник — южный;
- шелоник, паужник (в Мезени) — юго-западный;
- глубник, голомяник — северо-западный[16].

## История

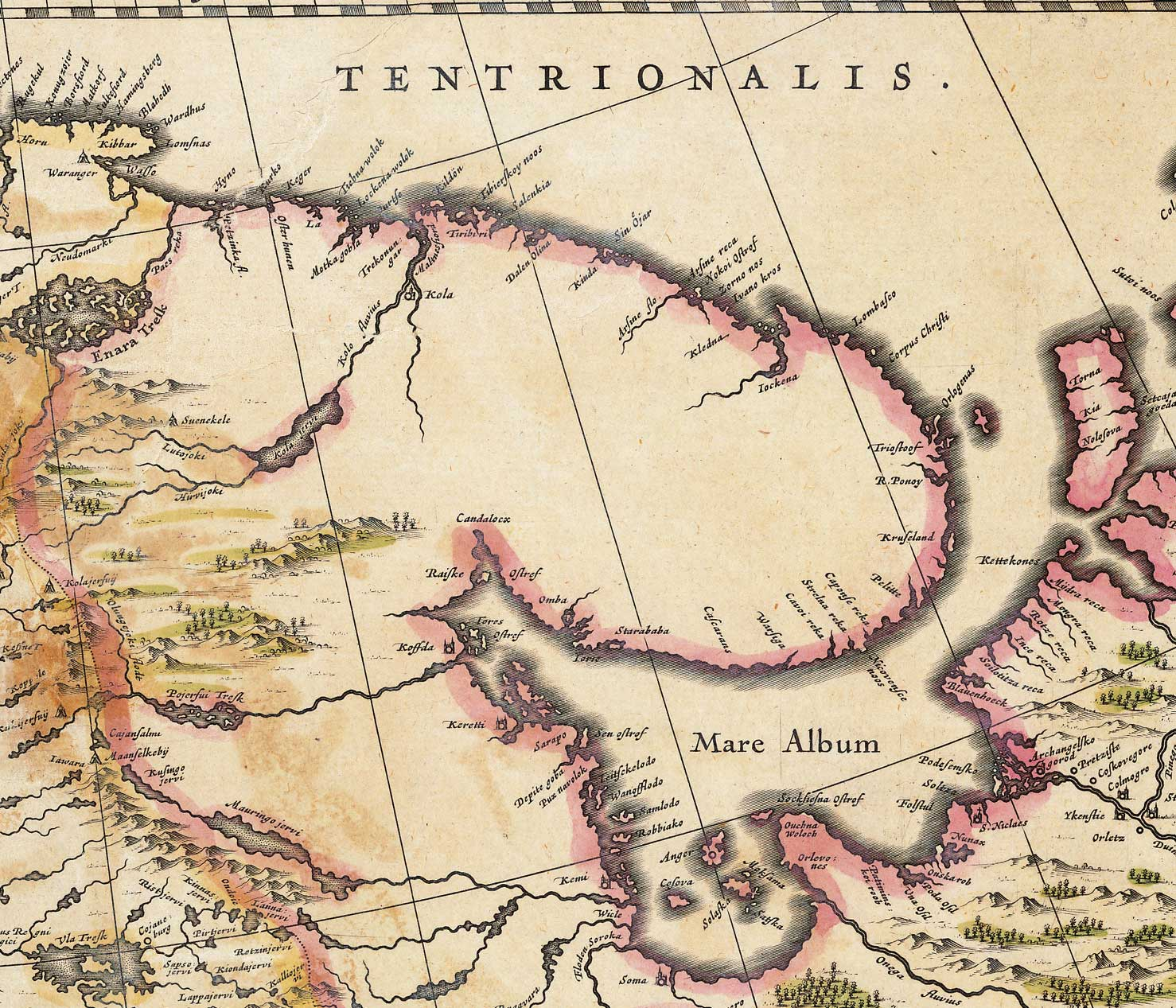
Карта Белого моря (1635)

Море было известно новгородцам по крайней мере начиная с XI века. Море имело большое значение для торговой навигации, а окрестные леса были богаты пушным зверем, потому эти места быстро развивались. Одним из самых ранних русских поселений вблизи побережья стали основанные в XIV веке Холмогоры на Северной Двине. Оттуда в 1492 году в Данию отправился торговый флот, гружённый зерном и имеющий на борту послов Ивана III, обозначая появление первого русского международного морского порта.
Первым иностранным кораблём, прибывшим в Белое море, был английский корабль «Эдуард Бонавентура» под командованием Ричарда Ченслора. Вместе с двумя другими кораблями под командованием Хью Уиллоби они искали северный путь в Индию. Экспедиция была снаряжена королём Эдуардом VI и группой из порядка 240 английских купцов и была уполномочена установить торговые связи. Корабли Уиллоби были разделены в море, и два из них вместе с главой экспедиции погибли при невыясненных обстоятельствах. Однако «Бонавентуре» удалось войти в Белое море и достичь Холмогор, откуда Ричард Ченслор едет в Москву к царю Ивану Грозному. Возвращаясь из России в 1554 году, Ченслор вёз подробное описание Москвы и Русского Севера, которые были малоизвестны Европе, а также письмо царя с пожеланием установить с Англией торговые отношения. В Англии учреждается Московская компания, целью которой была торговля с Россией по Белому морю.
Вслед за англичанами последовали и голландцы, и вскоре Холмогоры превратились в важный пункт торговли мехом и рыбой. В городе как иностранцами, так и русскими создавались лавки и торговые фактории. В порту была построена крепость, которая выдержала осаду польско-литовского войска в 1613 году. Увеличение грузооборота привело к перезагруженности порта, который стоял на реке, и следовательно имел ограничения по тоннажу и осадке судов. В результате в дельте Северной Двины в 1584 году возникает город Новые Холмогоры, позднее переименованный в Архангельск.
До начала XVIII века через Белое море проходило большинство русских торговых маршрутов, однако это было не очень удобным, так как Белое море более полугода покрыто льдами. После основания Санкт-Петербурга поток товаров существенно сократился, основные морские торговые пути переместились на Балтийское море. С 1920-х годов большинство перевозок были отвлечены с Белого моря в незамерзающий порт Мурманск, расположенный на берегу Баренцева моря.
В 1975 году начались научные эксперименты по культивированию мидии съедобной. В результате совместных действий зоологического института АН СССР и всесоюзного промышленного объединения «Севрыба» из Мурманска у мыса Картеш в Чупинской губе Кандалакшского залива Белого моря было создано крупнейшее в СССР мидиевое хозяйство.

## Экономика
В Белом море осуществляется промышленное рыболовство. По итогам 2017 года в его акватории было выловлено 1964 тонны рыбы и других видов водных биоресурсов. Для сравнения за 2016 год объём вылова составил 2946 тонн.
Основными портами Белого моря являются Беломорск и крупнейший город на БМ — Архангельск. Также на БМ находится главный центр атомного судостроения России — Северодвинск, в котором расположен один из крупнейших судостроительных заводов на Земле — Севмаш, а также судоремонтный завод «Звёздочка».

## Отражение в искусстве

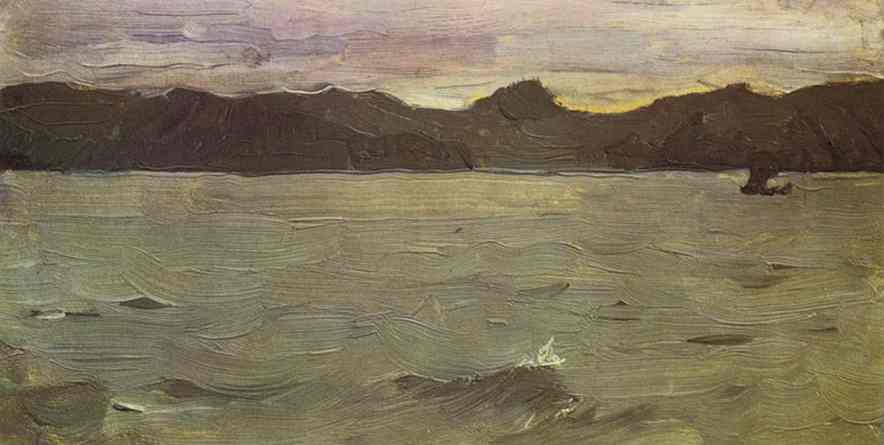
Валентин Серов. Белое море, 1894

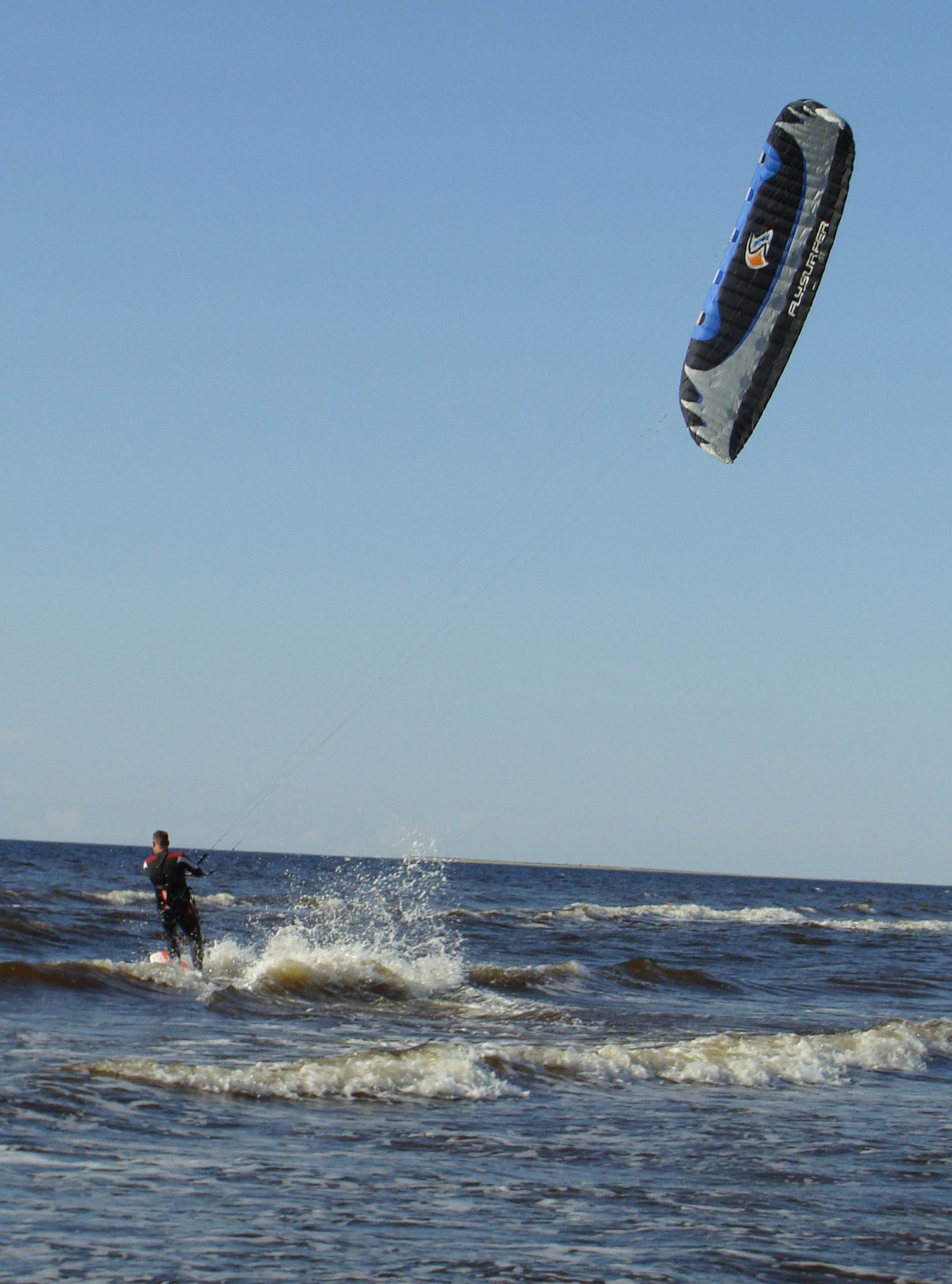
Кайтсерфер в Белом море

- Освоению новгородцами Белого моря и устья Северной Двины в IX веке и столкновению их там с нурманами (викингами) посвящён исторический роман советского писателя В. Д. Иванова «Повести Древних лет» (1955).
- Действие фильма Павла Лунгина «Остров» происходит в монастыре на островах Белого моря.
- Советский мультипликационный фильм «Смех и горе у Бела моря» по сказкам Бориса Шергина и Степана Писахова.
- Документальный фильм Дмитрия Васюкова «Поморы».
- Основное действие художественного фильма «Россия молодая» (режиссёр И. Гурин, по одноимённому роману Ю. Германа) происходит на побережье Белого моря.

## В филателии

Почтовые марки России, 2005 год: маяки Белого моря
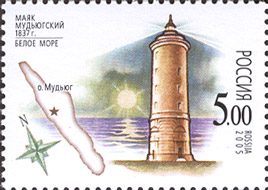
Мудьюгский маяк
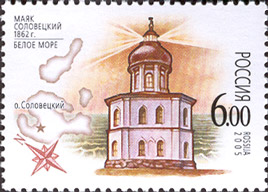
Соловецкий маяк
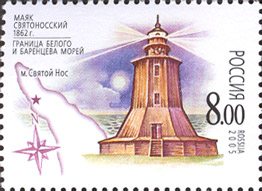
Святоносский маяк